# Macon (Illinois)
Macon ist eine Kleinstadt im Macon County, im US-Bundesstaat Illinois. Im Jahre 2000 hatte Macon 1213 Einwohner.

## Geografie
Macon liegt auf 39°42'33" nördlicher Breite und 89°00'01" westlicher Länge. Der Ort erstreckt sich über 2,3 km², die ausschließlich aus Landfläche bestehen.
Durch Macon führt in Nord-Süd-Richtung der U.S. Highway 51, der in der Stadt auf mehrere untergeordnete Straßen trifft.
Parallel dazu verläuft auch eine Bahnlinie.
Die nächstgelegenen größeren Städte sind Decatur (15,3 km nord-nordöstlich), Illinois’ Hauptstadt Springfield (63,7 km westlich) und Effingham (97 km süd-südöstlich).

## Demografische Daten
Bei der Volkszählung im Jahre 2000 wurde eine Einwohnerzahl von 1213 ermittelt. Diese verteilten sich auf 467 Haushalte in 346 Familien. Die Bevölkerungsdichte lag bei 526,5/km². Es gab 494 Wohngebäude, was einer Bebauungsdichte von 214,4/km² entsprach.
Die Bevölkerung bestand im Jahre 2000 aus 98,8 % Weißen, 0,2 % Afroamerikanern und 0,3 % Asiaten. 0,6 % gaben an, von mindestens zwei dieser Gruppen abzustammen. 0,6 % der Bevölkerung bestand aus Hispanics, die verschiedenen der genannten Gruppen angehörten.
26,0 % waren unter 18 Jahren, 6,3 % zwischen 18 und 24, 27,3 % von 25 bis 44, 21,4 % von 45 bis 64 und 19,1 % 65 und älter. Das mittlere Alter lag bei 40 Jahren. Auf 100 Frauen kamen statistisch 88,9 Männer, bei den über 18-jährigen 84,4.
Das mittlere Einkommen pro Haushalt betrug $ 40.917, das mittlere Familieneinkommen $ 48.583. Das mittlere Einkommen der Männer lag bei $ 35.333 das der Frauen bei $ 22.917. Das Pro-Kopf-Einkommen belief sich auf $ 18.029. 5,1 % der Familien und 5,8 % der Gesamtbevölkerung lagen mit ihrem Einkommen unter der Armutsgrenze.